# 1053

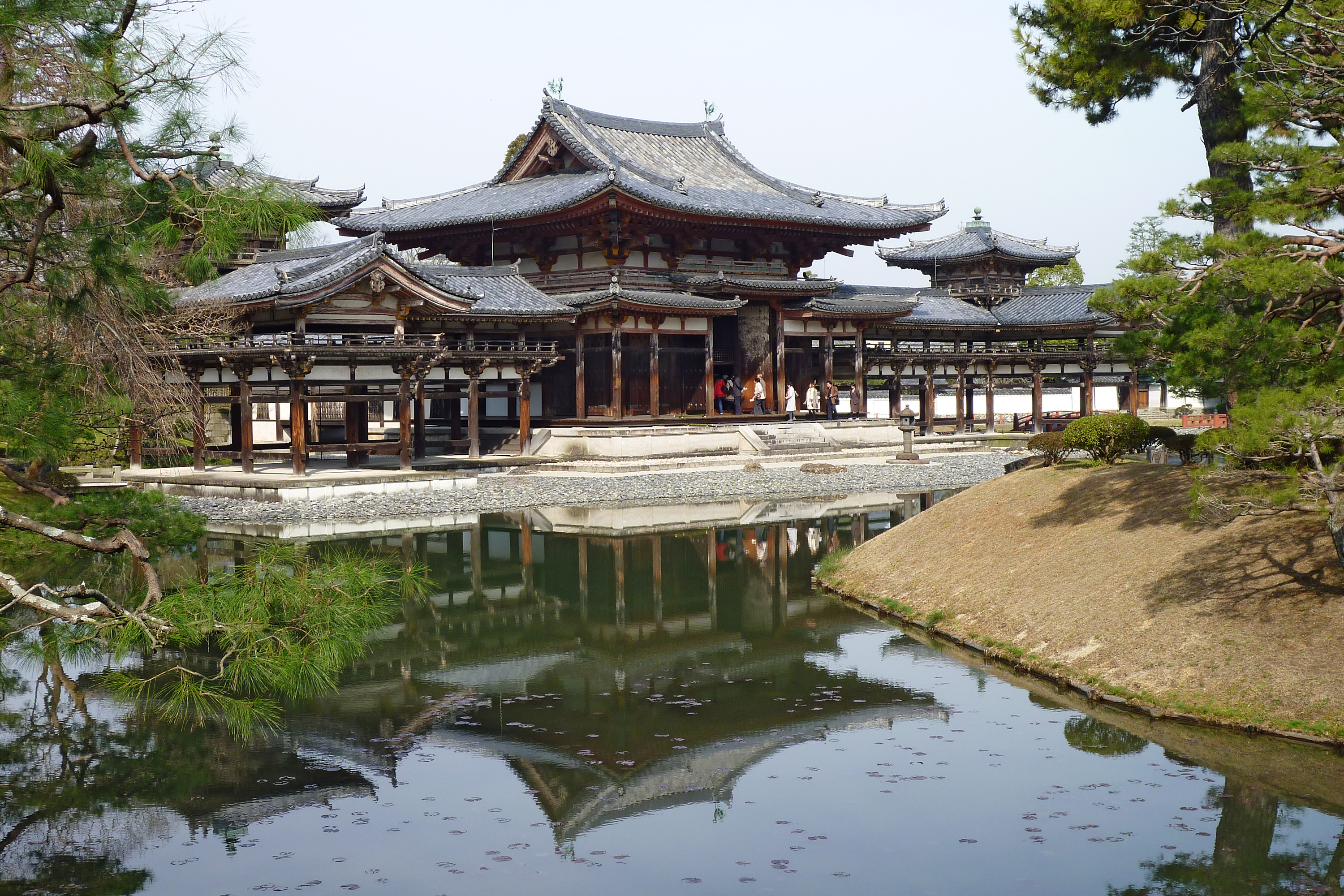
fenikshal, Byōdō-in, Uji, Japan

Het jaar 1053 is het 53e jaar in de 11e eeuw volgens de christelijke jaartelling.

## Gebeurtenissen
- 18 juni - Slag bij Civitate: De Italiaanse Noormannen onder Humfried van Hauteville verslaan een pauselijk-Beneventijns verbond. Later weten de Noormannen paus Leo IX gevangen te nemen.
- Koenraad van Zutphen raakt in conflict met keizer Hendrik III over de bestrijding van de Hongaarse invallen in zijn hertogdom Beieren. Hij wordt afgezet en vlucht naar Hongarije.
- Voor het eerst genoemd: Ruddershove

## Opvolging
- Aumale - Engelram II van Ponthieu opgevolgd door zijn echtgenote Adelheid van Normandië
- Beieren - Koenraad van Zutphen opgevolgd door Hendrik, de zoon van keizer Hendrik III
- Ponthieu - Engelram II opgevolgd door Gwijde I
- Sicilië - Hasan as-Samsam opgevolgd door Amin Asrih
- Wessex - Godwin opgevolgd door zijn zoon Harold

## Geboren
- 7 juli - Shirakawa, keizer van Japan (1073-1087)
- Hugo, bisschop van Grenoble
- Vladimir Monomach, grootvorst van Kiev (1113-1125)
- tweelingbroers Berengarius Raymond II en Raymond Berengarius II, co-graven van Barcelona (jaartal bij benadering)

## Overleden
- 15 april - Godwin (~59), earl van Wessex (1020-1051, 1052-1053)
- 25 oktober - Engelram II, graaf van Ponthieu (1052-1053)
- 5 december - Hugo van Lobbes, Belgisch abt
- Gisela (~5), Duits prinses
- Atisha, Indisch boeddhistisch leraar (jaartal bij benadering)